# کارگر ساختمان
کارگر ساختمان، در لغت به معنای کارکننده و کسی که در کارگاه ساختمانی کار می‌کند و مزد می‌گیرد است، که در مقابل کارفرما قرار دارد.

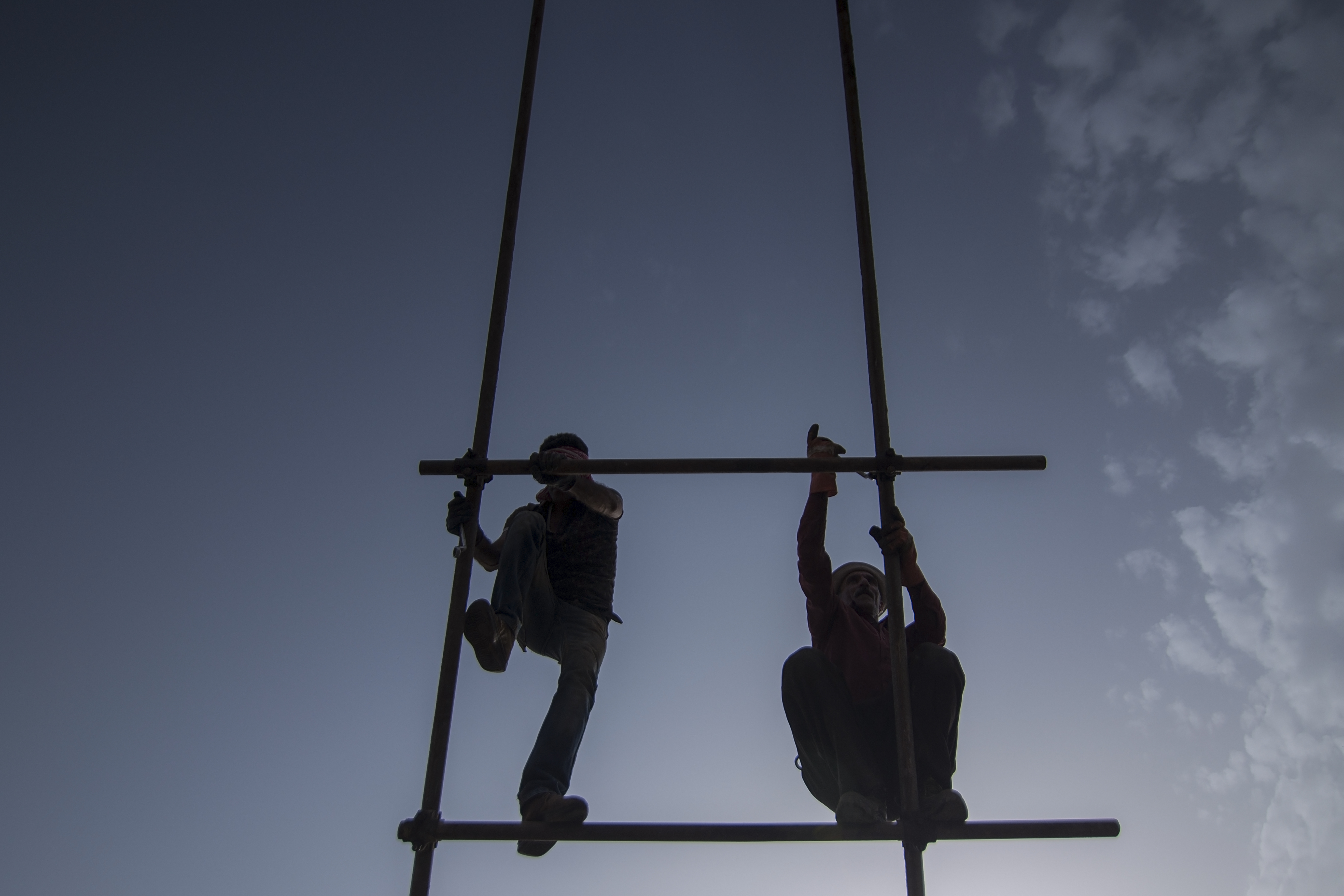
دو کارگر ساختمان در بالای داربست‌ها

آموزش و صلاحیت کارگران ماهر یا کارگران فنی ساختمان و استادکاران ساختمان ضمن دریافت کارت مهارت درجه ۱پ تا ۳ از طریق پروانه مهارت فنی و توسط سازمان آموزش فنی و حرفه‌ای کشور صادر و انجام می‌شود.
- اسکلت‌باز فلزی
- بتن ساز و بتن ریز و ارگز نگهداری بتن
- درب و پنجره ساز فلزی
- گچ‌کار
- بنای سفت کار
- لوله‌کش گاز
- لوله‌کش و نصاب لوازم بهداشتی
- عایق کار
- آسفالت‌کار
- آرماتوربند
- سنگ کار
- کاشیکار
- برق‌کار
- نقشه‌بردار
- درودگر درودگری
- نقاش ساختمان